# هافينغتون بوست
هافينغتون بوست (بالإنجليزية: Huffington Post)‏ هي مدونة وموقع تجميع إخباري على الإنترنت أميركية. أسستها أريانا هافنغتون مع كينيث ليرير وأندرو بريتبارت وعدد من كتبة عامود إخباري بارزين. يقدم الموقع أخبارا ومدونات ومحتوى أصلي يشمل السياسة والأعمال والمنوعات والتقنيات وأسلوب حياة وثقافة وكوميديا وصحة ومواضيع تهم المرأة والأخبار محلية. بدأت العمل في 10 مايو 2005 كموقع تعليقات يسارية وليبرالية في مواجهة مجمعات أخبار مثل تقرير درادج. في 7 فبراير 2011، استحوذت إيه أو إل على سوق هافنغتون بوست العام بمبلغ 315 مليون دولار وعينت أريانا هافنغتون كمديرة التحرير لمجموعة هافنغتون بوست للإعلام.
في عام 2012، نالت هافنغتون بوست جائزة بوليتزر لتصبح أول نشرة إلكترونية تحصل على هذه الجائزة. في يوليو 2012، وصلت الهافينغتون بوست إلى المرتبة الأولى في تصنيف «إي بيز أم بي أي» (بالإنجليزية: EBIZMBA)‏ الذي يعتمد آلية أليكسا لحساب حركات المرور الإنترنتية.

## روابط خارجية
- الموقع الرسمي
- الموقع الرسمي
 بالعربية
- أخبار مُجمّعة وتعليقات عن هافينغتون بوست في موقع صحيفة نيويورك تايمز.